# 김민주 (작가)
김민주는 대한민국의 텔레비전 드라마 작가이다. 

## 드라마
- 2011년 ~ 2014년 KBS2 금요드라마 《부부클리닉 사랑과 전쟁 2》 ... 공동집필
- 2016년 ~ 2017년 KBS1 저녁 일일 드라마 《빛나라 은수》 ... 공동집필
- 2018년 KBS1 저녁 일일 드라마 《내일도 맑음》 ... 공동집필
- 2022년 KBS2 저녁 일일 드라마 《황금 가면》 ... 집필
- 2025년 KBS2 일일 드라마 《여왕의 집》 ... 집필